# Maravilla Tenejapa
Maravilla Tenejapa är en kommun i Mexiko.   Den ligger i delstaten Chiapas, i den sydöstra delen av landet, 900 km öster om huvudstaden Mexico City.
Följande samhällen finns i Maravilla Tenejapa:
- Santo Domingo de las Palmas
- Loma Bonita
- Flor de Café
- Amatitlán
- Zacualtipán
- Las Nubes
- La Democracia
- Nueva Esperanza
- Salto de Agua
- San Felipe Jatate
- Plan Santo Domingo
- La Bella Ilusión
- Montecristo Río Escondido
- Agua Perla
- 20 de Noviembre